# ید هپتافلوئورید
هپتافلورید ید (به انگلیسی: Iodine heptafluoride) با فرمول شیمیایی IF7 یک ترکیب شیمیایی است. که جرم مولی آن 259.90 g/mol می‌باشد. شکل ظاهری این ترکیب، گاز بی‌رنگ است. هپتافلوراید ید، همچنین به عنوان فلوراید ید (VII) یا فلوراید ید شناخته می‌شود، یک ترکیب اینترهالوژن با فرمول شیمیایی IF7 است.[۲][۳] همان‌طور که توسط نظریه VSEPR پیش‌بینی شده‌است، ساختار دو هرمی پنج ضلعی غیرعادی دارد.[۴] این مولکول می‌تواند تحت یک بازآرایی شبه چرخشی به نام مکانیسم بارتل قرار گیرد که مانند مکانیسم بری است اما برای یک سیستم هفتگانه هماهنگ است.[۵] بلورهای بی‌رنگ را تشکیل می‌دهد که در دمای ۴٫۵ درجه سانتیگراد ذوب می‌شوند: محدوده مایع بسیار باریک است و نقطه جوش آن ۴٫۷۷ درجه سانتیگراد است. بخار متراکم بوی کپک زده و تند دارد. این مولکول دارای تقارن D5h است.
IF7 با عبور F2 از IF5 مایع در دمای ۹۰ درجه سانتیگراد، سپس حرارت دادن بخارها تا ۲۷۰ درجه سانتیگراد تهیه می‌شود. متناوباً، این ترکیب را می‌توان از فلوئور و پالادیوم یا یدید پتاسیم خشک شده برای به حداقل رساندن تشکیل IOF5، ناخالصی ناشی از هیدرولیز، تهیه کرد.[۶][۷] هپتافلوراید ید همچنین به عنوان یک محصول جانبی زمانی که دی اکسیژنیل هگزافلوئوروپلاتینات برای تهیه سایر ترکیبات پلاتین (V) مانند هگزافلوئوروپلاتینات پتاسیم (V) استفاده می‌شود، با استفاده از فلوراید پتاسیم در محلول پنتا فلوراید ید تولید می‌شود:[۸]
```
2 O2PtF6 + 2 KF + IF5 → 2 KPtF6 + 2 O2 + IF7
```